# Bjarnafoss
Bjarnafoss (che in lingua islandese significa: cascata dell'orso) è una cascata alta 80 metri, situata nella regione del Vesturland, la parte occidentale dell'Islanda.

## Descrizione
La cascata è situata lungo il corso del piccolo fiume Bjarnaá, che scorre attraverso la valle Bjarnafossdalur; nei pressi di Landakótsgíl, al centro del campo di lava Búðahraun, il fiume precipita per 80 metri da una parete basaltica con una caduta suddivisa in due salti. Data la ridotta portata del fiume, in caso di forte vento l'acqua viene completamente nebulizzata  e il flusso della caduta si interrompe. Gli islandesi chiamano questo fenomeno le cascate volanti.
Il clima dell'area è boreale secondo la classificazione dei climi di Köppen. La temperatura media è di −1 °C. Il mese più caldo è Agosto, con 10 °C, il mese più freddo è gennaio, con una temperatura media di −10 °C.

## Accesso
Bjarnafoss si trova sulla costa meridionale della penisola di Snæfellsnes, a est del rilievo montuoso del vulcano Mælifell e a nord della strada S54 Snæfellsnesvegur, nelle vicinanze del piccolo borgo di Búðir e poco prima di Fróðárheiði. Da Búðir si ha un'ottima visuale della cascata.